# Geopark Český ráj
Geopark Český ráj je oblast mimořádně cenné přírodní, geologické a krajinné hodnoty na území Královéhradeckého, Libereckého a Středočeského kraje. Svou rozlohou přibližně 833 km2  výrazně přesahuje rozlohu stejnojmenné Chráněné krajinné oblasti Český ráj (181 km2), která byla vyhlášena již v roce 1955 jako první chráněná krajinná oblast na území České republiky. Geopark Český ráj byl Krajským soudem v Hradci Králové zapsán do obchodního rejstříku 29. března 2007 jako obecně prospěšná společnost se sídlem na adrese Antonína Dvořáka 335, 511 01 Turnov (adresa Městského úřadu Turnov). Již v roce 2005 však byl Český ráj zařazen jako v pořadí 25. geopark do sítě evropských geoparků. Společně s Geoparkem Egeria patřil Geopark Český ráj k prvním dvěma českým geoparkům, kterým byl v roce 2010 udělen titul „národní geopark". Jako člen evropské sítě geoparků se v roce 2015 stal Geopark Český ráj členem sítě globálních geoparků UNESCO a od listopadu uvedeného roku nese oficiální označení Český ráj – Globální geopark UNESCO.

## Geografie a geologie
Geopark Český ráj zahrnuje rozsáhlou oblast na území geomorfologických celků Ještědsko-kozákovský hřbet, Jičínská pahorkatina a Krkonošské podhůří, odpovídající svou rozlohou v podstatě tradičnímu vymezení krajiny, ztotožňované s pojmem Český ráj. Pokud jde o významnější sídla, území geoparku je zhruba určeno prostorem mezi městy Mnichovo Hradiště, Sobotka, Turnov, Železný Brod, Nová Paka, Jilemnice a Jičín. Hranice geoparku a tudíž i jeho rozloha se v roce 2015 rozšířily poté, kdy se k tomuto projektu připojilo město Jičín s přilehlým okolím. V prosinci 2020 schválila Rada globálních geoparků UNESCO rozšíření Geoparku UNESCO Český ráj o území na Mnichovohradišťsku, Novopacku a Železnobrodsku na současných 833 km². 
Z geologického hlediska je Český ráj nejen krajinou pískovcových skalních oblastí a skalních měst coby pozůstatků usazenin někdejšího křídového moře, ale také krajinou dávných sopek. Většina z nich, jako například Trosky, bývalá sopka tzv. strombolského typu, či Vyskeř nebo Zebín u Jičína, byla aktivní v třetihorním období miocénu v době před cca 17 až 16 milióny let. Bývalými sopkami jsou i Kozákov a Prackov, které však byly činné až v pozdější době. Na území geoparku je evidováno na 200 pozoruhodných geologických a mineralogických lokalit.

## Poslání
Geopark Český ráj byl založen jako obecně prospěšná společnost v duchu poslání geoparků, jejichž úkolem je nejen pečovat o uchování přírodního a historického dědictví, ale zároveň také podněcovat zájem lidí o toto dědictví, a to jak aktivním zapojením obyvatel obcí a měst v příslušném regionu, tak i vytvářením podmínek pro rozvoj šetrné turistiky v dané krajině.